# فيتورينو أنتونيس

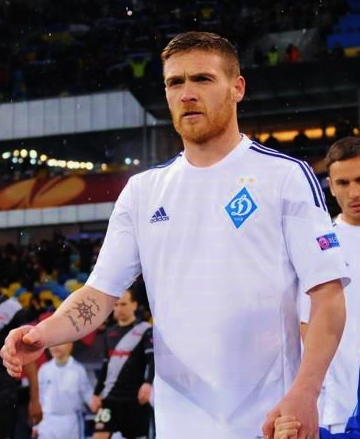

فيتورينو غابرييل باتشيكو أنتونيس (بالبرتغالية:Vitorino Gabriel Pacheco Antunes) الشهير باسم فيتورينو أنتونيس (مواليد 1 أبريل 1987 في فيرياموندي - البرتغال) لاعب كرة قدم برتغالي يلعب حاليا لصالح نادي الدرجة الأولى روما الإيطالي منذ 2008 في مركز الظهير الأيسر .

## روابط خارجية
- فيتورينو أنتونيس على موقع الاتحاد الدولي (مؤرشف)  (الإنجليزية)
- فيتورينو أنتونيس على موقع الاتحاد الأوربي (الإنجليزية)
- فيتورينو أنتونيس على موقع اتحاد أوكرانيا (الإنجليزية)
- فيتورينو أنتونيس على موقع قاعدة بيانات كرة القدم.إي يو (الإنجليزية)
- فيتورينو أنتونيس على موقع ناشيونال فوتبول تيمز (الإنجليزية)
- فيتورينو أنتونيس على موقع Soccerway.com (الإنجليزية)
- فيتورينو أنتونيس على موقع عالم كرة القدم.نت (الإنجليزية)
- فيتورينو أنتونيس على موقع كووورة
- فيتورينو أنتونيس على موقع AS.com (الإسبانية)